# Тарту (аеропорт)
Аеропорт Тарту (ест. Tartu lennujaam), також аеропорт Юленурме (ест. Ülenurme lennujaam) (IATA: TAY, ICAO: EETU) ― цивільний аеропорт, розташований у селі Реола волості Камб'я повіту Тартумаа приблизно за 10 км на південний захід від центра Тарту, Естонія. Також відомий як Аеропорт Юленурме через близькість однойменного селища.
Аеропорт має одну злітно-посадкову смугу із покриттям асфальтом і бетоном завдожки 1799 м та завширшки 31 м (підходить для прийманняя літаків до 75 тонн) із напрямком 08/26. Власником аеропорту є підприємство Tallinn Airport Ltd.
Біля аеропорту проходить шосе Таллінн―Тарту―Виру―Лухамаа (Е263). Також поруч знаходиться Естонська авіаційна академія, навчальні польоти курсантів якої становлять більше 90% активності аеропорту.
Наразі рейси із аеропорту здійснюються лише фінською авіакомпанією Finnair до Гельсінкі.

## Історія
Летовище було відкрите 15 травня 1946 року як медичний аеродром. Асфальтована злітно-посадкова смуга була завершена в 1975 році, а 14 серпня 1981 року було збудовано новий пасажирський термінал; у тому ж році було оновлено ЗПС. 7 липня 2000 року естонська авіакомпанія ELK відкрила лінію Тарту ― Гельсінкі. З 2005 року аеропортом управляє об'єднання Tallinn Airport Ltd.
Восени 2008 року посадкову смугу було подовжено до 1799 м. 10 грудня 2009 року був відкритий оновлений пасажирський термінал і в аеропорту Тарту вперше приземлився Boeing 737–500 (ES-ABH) авіакомпанії Estonian Air.
В аеропорту приземлялися також спеціальні рейси, зокрема:
- 9 травня 2001 року ― спеціальний рейс президента Мальти Гвідо де Марко;
- 20 червня 2001 року ― спеціальний рейс далай-лами Тенцзіна Г'яцо;
- 6 листопада 2001 року ― спеціальний літак BAe 146-100 Statesman британського принца Чарльза.

## Авіалінії та напрямки
|  | Колишні маршрути |
|  | Сезонні          |
|  | Плануються       |

| Місто     | Країна    | IATA | ICAO | Аеропорт          | Авіакомпанія                       | Починаючи з    | До                                    | Тип літаків       |
| --------- | --------- | ---- | ---- | ----------------- | ---------------------------------- | -------------- | ------------------------------------- | ----------------- |
| Гельсінкі | Фінляндія | HEL  | EFHK | Гельсінкі-Вантаа  | Flybe Nordic (з 2015 року Finnair) | 20 жовтня 2011 | 17 березня 2020 (тимчасово припинені) | ATR-42 або ATR-72 |
| Рига      | Латвія    | RIX  | EVRA | Рига              | airBaltic                          | 3 липня 2009   | 1 серпня 2011                         | Fokker 50         |
| Стокгольм | Швеція    | ARN  | ESSA | Стокгольм-Арланда | Estonian Air Regional              | 24 серпня 2009 | 19 грудня 2010                        | Saab 340          |
| Таллінн   | Естонія   | TLL  | EETN | Таллінн           | Estonian Air Regional              | 27 лютого 2011 | 22 грудня 2012                        | Saab 340          |

### У радянські часи
- Внутрішні рейси літаками Aн-2:
  - Тарту―Йихві―Нарва―Ленінград
  - Тарту―Пилтсамаа―Таллінн
  - Тарту―Таллінн
  - Тарту―Вільянді―Пярну―Кіхну―Пярну―Кінгіссепа―Кярдла
  - Тарту―Вільянді―Пярну―Рухну―Пярну―Кінгіссепа
  - Тарту―Пійріссааре
  - Тарту―Валга
  - Тарту―Виру
  - Тарту―Пилтсамаа―Йихві
  - Тарту―Пярну―Кінгіссепа
  - Тарту―Вільянді―Пярну―Кінгіссепа
  - Тарту―Вільянді―Пярну―Кінгіссепа―Кярдла

- Дальні рейси літаками Як-40:
  - Тарту―Київ―Сімферополь (1981–1989)
  - Тарту―Москва (1978–1989)
  - Тарту―Ленінград (1978–1989)
  - Тарту―Псков
  - Тарту―Мінськ―Одеса (1982–1983)

## Статистика
| Рік  | Загалом пасажирів | Рейсів | Вантажу загалом, т |
| ---- | ----------------- | ------ | ------------------ |
| 1992 | 2 045             | 400    | 15                 |
| 1993 | 917               | 284    | 12                 |
| 1994 | 460               | 320    | 9                  |
| 1995 | 822               | 8 631  | 8                  |
| 1996 | 613               | 12 750 | 8                  |
| 1997 | 544               | 4 960  | 7                  |
| 1998 | 603               | 4 582  | 2                  |
| 1999 | 1 360             | 4 112  | 2                  |
| 2000 | 2 738             | 3 688  | 2                  |
| 2001 | 1 865             | 2 605  | 0                  |
| 2002 | 1 534             | 5 474  | 5                  |
| 2003 | 1 608             | 4 558  | 0                  |
| 2004 | 1 268             | 4 342  | 0,6                |
| 2005 | 902               | 3 201  | 0                  |
| 2006 | 1 638             | 4 586  | 0                  |
| 2007 | 1 182             | 5 170  | 0                  |
| 2008 | 826               | 5 638  | 0                  |
| 2009 | 9 707             | 4 597  | 0                  |
| 2010 | 23 504            | 4 809  | 0                  |
| 2011 | 18 583            | 4 971  | 0,02               |
| 2012 | 20 302            | 6 356  | 0,3                |
| 2013 | 13 690            | 5 159  | 0                  |
| 2014 | 14 493            | 5 173  | 0                  |
| 2015 | 21 117            | 5 052  | 0                  |
| 2016 | 29 594            | 4 727  | 0                  |
| 2017 | 30 296            | 4 916  | 0                  |
| 2018 | 26 092            | 4788   | 0                  |
| 2019 | 28 322            | 5520   | 0                  |

|  |
|  |